# Електродинамика
Електродинамиката е дял от теоретичната физика, който изучава електромагнитното поле, зависещо от времето, и неговото взаимодействие с тела, имащи електричен заряд. 
Предметът на електродинамиката включва връзката между електрически и магнитни явления, електромагнитно излъчване (в различни условия, както свободно, така и в различни случаи на взаимодействие с материята), електрически ток (най-общо казано, променлив) и неговото взаимодействие с електромагнитно поле (електрическият ток може да се разглежда при това като набор от движещи се заредени частици). Всяко електрическо и магнитно взаимодействие между заредени тела се разглежда в съвременната физика като осъществяващо се с помощта на електромагнитно поле и следователно също е предмет на електродинамиката.
В зависимост от условията, в които се намират разглежданите тела, се разделя на класическа електродинамика и квантова електродинамика.

## Основни величини

### Формулировка
| Въздействие на ел. поле на заряди спрямо:                 | заряд Q                             | затворен контур C                                                                      | затворена повърхнина S                               | затворен контур C                                                                    | затворена повърхнина S                               |
| Величина                                                  | {\displaystyle Q}                   | {\displaystyle \mathbf {E} } , {\displaystyle \mathbf {D} =\varepsilon \ \mathbf {E} } | {\displaystyle \mathbf {\Phi _{e}} }                 | {\displaystyle \mathbf {H} } , {\displaystyle \mathbf {B} =\mu \ \mathbf {H} }       | {\displaystyle \mathbf {\Phi _{m}} }                 |
| Първа производна {\displaystyle {{d} \over {dt}}}         | {\displaystyle i={{dQ} \over {dt}}} | {\displaystyle {{dE} \over {dt}}} , {\displaystyle {{dD} \over {dt}}}                  | {\displaystyle {{d\mathbf {\Phi _{e}} } \over {dt}}} | {\displaystyle {dH} \over {dt}}, {\displaystyle {dB} \over {dt}}                     | {\displaystyle {{d\mathbf {\Phi _{m}} } \over {dt}}} |
| Втора производна {\displaystyle {{d^{2}} \over {dt^{2}}}} | {\displaystyle {{di} \over {dt}}}   | {\displaystyle {{d^{2}E} \over {dt^{2}}}}, {\displaystyle {{d^{2}D} \over {dt^{2}}}}   | {\displaystyle {{d^{2}\Phi _{e}} \over {dt^{2}}}}    | {\displaystyle {{d^{2}H} \over {dt^{2}}}}, {\displaystyle {{d^{2}B} \over {dt^{2}}}} | {\displaystyle {{d^{2}\Phi _{m}} \over {dt^{2}}}}    |

### Означения и измерителни единици
| Символ                                                             | Значение | Измерителна единица в СИ |
| ------------------------------------------------------------------ | --- | --- |
| {\displaystyle \mathbf {E} }                                       | Интензитет (напрегнатост) на електричното поле | {\displaystyle V/m} волт на метър |
| {\displaystyle \mathbf {H} }                                       | Интензитет (напрегнатост) на магнитното поле | {\displaystyle A/m} ампер на метър                                                                                                   |
| {\displaystyle \mathbf {D} }                                       | Електрична индукция (плътност на електрическия поток) | {\displaystyle C/m^{2}} кулон на квадратен метър                                                                                     |
| {\displaystyle \mathbf {B} }                                       | Магнитна индукция (плътност на магнитния поток) | {\displaystyle T}, {\displaystyle Wb/m^{2}}или {\displaystyle N \over {A.m}} тèсла, вебер на квадратен метър или Нютон/(Ампер.метър) |
| {\displaystyle \ \rho \ }                                          | Плътност на свободните електрични заряди (не се включват свързаните диполни двойки)                                                                                               | {\displaystyle C/m^{3}} кулон на кубически метър                                                                                     |
| {\displaystyle \mathbf {J_{e}} }, {\displaystyle \mathbf {i_{e}} } | Плътност на електрическия ток (не включва поляризационните токове и токовете на намагнитване в средата)                                                                           | {\displaystyle A/m^{2}} ампер на квадратен метър                                                                                     |
| {\displaystyle \mathbf {J_{m}} }, {\displaystyle \mathbf {i_{m}} } | Плътност на магнитния ток (не включва поляризационните токове и токовете на намагнитване в средата)                                                                               | {\displaystyle A/m^{2}} ампер на квадратен метър                                                                                     |
| {\displaystyle d\mathbf {S} }                                      | Диференциален вектор, равен по дължина на площта на пренебрежимо малка област {\displaystyle \Delta S} → {\displaystyle 0}, с посока по нормалата към повърхността на тази област | {\displaystyle m^{2}} квадратен метър                                                                                                |
| {\displaystyle dV\ }                                               | Диференциален елемент от обема V заграден от повърхност S | {\displaystyle m^{3}} кубически метър                                                                                                |
| {\displaystyle d\mathbf {l} }                                      | Диференциален вектор на елемента от пътя, с посока по тангентата към затворен контур C, заграждащ площ S                                                                          | {\displaystyle m} метър |
| {\displaystyle \nabla \cdot }                                      | Дивергенция | {\displaystyle 1/m} единица на метър                                                                                                 |
| {\displaystyle \nabla \times }                                     | Ротация или завихряне | {\displaystyle 1/m} единица на метър                                                                                                 |
| {\displaystyle \nabla \cdot }                                      | Градиент | {\displaystyle 1/m} единица на метър                                                                                                 |

## Основни зависимости
Основните зависимости в електродинамиката се определят от четирите уравнения на Максуел:
| № | Наименование                                       | Диференциална форма                                                                                      | Интегрална форма |
| - | -------------------------------------------------- | --- | --- |
| 1 | Закон на Ампер– (в разширения от Максуел вариант): | {\displaystyle \nabla \times \mathbf {H} =\mathbf {J_{np}} +{\frac {\partial \mathbf {D} }{\partial t}}} | {\displaystyle \oint _{L}\mathbf {H} \cdot d\mathbf {l} =\int _{S}\mathbf {J_{np}} \cdot d\mathbf {S} +{d \over dt}\int _{S}\mathbf {D} \cdot d\mathbf {S} } |
| 2 | Закон на Фарадей за промяна на магнитната индукция | {\displaystyle \nabla \times \mathbf {E} =-{\frac {\partial \mathbf {B} }{\partial t}}}                  | {\displaystyle \oint _{L}\mathbf {E} \cdot d\mathbf {l} =-\ {d \over dt}\int _{S}\mathbf {B} \cdot d\mathbf {S} }                                            |
| 3 | Закон на Гаус за потока на електричната индукция   | {\displaystyle \nabla \cdot \mathbf {D} =\rho }                                                          | {\displaystyle \oint _{S}\mathbf {D} \cdot d\mathbf {S} =\int _{V}\rho \cdot dV}                                                                             |
| 4 | Закон на Гаус за потока на магнитната индукция     | {\displaystyle \nabla \cdot \mathbf {B} =0}                                                              | {\displaystyle \oint _{S}\mathbf {B} \cdot d\mathbf {S} =0}                                                                                                  |

1. Закон на Ампер-Максуел (закон на Ампер за пълния ток).
Циркулацията на вектора на напрегнатостта на магнитното поле по затворен контур е равна на пълния ток, преминаващ през произволна повърхнина, ограничена от контура:
{\displaystyle \oint _{L}\mathbf {H} \cdot d\mathbf {l} =I_{np}+I_{c}}
Максуел полага, че величината {\displaystyle i_{c}={{I_{c}} \over {S}}=\varepsilon {{dE} \over {dt}}} има смисъла на плътност на ток {\displaystyle I_{c}}, протичащ през останалата част от затворената повърхност извън областта L, който нарича ток на сместване. С него се обяснява пренасянето на електрична енергия през непроводящи среди чрез изменение на електричното поле във времето. Пълният ток {\displaystyle I} е сума от тока на проводимост {\displaystyle I_{np}} и тока на сместване {\displaystyle I_{c}}: {\displaystyle I=I_{np}+I_{c}}. Плътността на тока на проводимост е {\displaystyle \mathbf {J_{np}} =i_{np}={{I_{np}} \over {S}}=\sigma E}
Законът на Ампер-Максуел в интегрална форма може да се запише и чрез магнитната индукция {\displaystyle \mathbf {B} }:
{\displaystyle \oint _{L}\mathbf {B} \cdot d\mathbf {l} =\mu .(I_{np}+I_{c})}
Тъй като законът важи за всяка повърхност, ако тя е безкрайно малка, като се разделят двете страни на горните равенства на {\displaystyle S} и се намери граничният преход на лявата част при {\displaystyle \Delta S} → {\displaystyle 0}, получава се първото уравнение на Максуел в диференциална форма:
{\displaystyle \nabla \times \mathbf {H} =\mathbf {J_{np}} +{\frac {\partial \mathbf {D} }{\partial t}}}
или:
{\displaystyle \operatorname {rot} \mathbf {H} =\sigma \mathbf {E} +\varepsilon {\frac {\partial \mathbf {E} }{\partial t}}}
2. Закон на Фарадей за промяна на магнитната индукция. Електродвижещото напрежение по затворен контур е равно на скоростта на изменение на магнитния поток (промяната на магнитната индукция) през заградената от този контур площ със знак минус:
{\displaystyle e=\oint _{S}\mathbf {E} \cdot d\mathbf {S} =-{\frac {d\Phi _{\mathbf {m} }}{dt}}} ,
където {\displaystyle \Phi _{\mathbf {m} }=\int _{S}\mathbf {B} \cdot d\mathbf {S} } e магнитният поток през областта с площ {\displaystyle S}.
Тъй като законът важи за всяка повърхност, ако тя е безкрайно малка, като се разделят двете страни на горното равенство на {\displaystyle S} и се намери граничният преход на лявата част при {\displaystyle \Delta S} → {\displaystyle 0}, получава се второто уравнение на Максуел в диференциална форма:
{\displaystyle \nabla \times \mathbf {E} =-{\frac {dB}{dt}}} или
{\displaystyle \operatorname {rot} \mathbf {E} =-\mu {\frac {\partial \mathbf {H} }{\partial t}}}.
3. Закон на Гаус за потока на електричната индукция. Потокът на електричната индукция през затворена повърхност е равен на обемната плътност на свободните заряди в обема, заграден от повърхността:
{\displaystyle \mathbf {\Phi _{e}} =\oint _{S}\mathbf {D} \cdot d\mathbf {S} ={\rho }} или
{\displaystyle \mathbf {\Phi _{e}} =\oint _{S}\mathbf {E} \cdot d\mathbf {S} ={\rho  \over {\varepsilon }}}.
При безкрайно малка повърхност {\displaystyle \Delta S} → {\displaystyle 0} аналогично се получава третото уравнение на Максуел в диференциален вид:
{\displaystyle \nabla \cdot \mathbf {D} ={\rho }} и {\displaystyle \nabla \cdot \mathbf {E} ={{\rho } \over {\varepsilon }}} или
{\displaystyle \operatorname {div} \mathbf {D} ={\rho }} и {\displaystyle \operatorname {div} \mathbf {E} ={\frac {\rho }{\varepsilon }}}.
Ако средата е идеален диелектрик, няма свободни заряди, обемната им плътност {\displaystyle \rho =0} и записите на теоремата на Гаус добиват вида:
{\displaystyle \nabla \cdot \mathbf {D} =0} и {\displaystyle \nabla \cdot \mathbf {E} =0} или
{\displaystyle \operatorname {div} \mathbf {D} =0} и {\displaystyle \operatorname {div} \mathbf {E} =0}.
Това означава, че силовите линии на електрическото поле в идеален диелектрик са непрекъснати.
4. Закон на Гаус за потока на магнитната индукция. Потокът на магнитната индукция през затворена повърхност е равен на нула. 
{\displaystyle \mathbf {\Phi _{m}} =\oint _{S}\mathbf {B} \cdot d\mathbf {S} =0}
При безкрайно малка повърхност {\displaystyle \Delta S} → {\displaystyle 0} аналогично се получава четвъртото уравнение на Максуел в диференциален вид:
{\displaystyle \nabla \cdot \mathbf {B} =0} и {\displaystyle \nabla \cdot \mathbf {H} =0}, или
{\displaystyle \operatorname {div} \mathbf {B} =0} и {\displaystyle \operatorname {div} \mathbf {H} =0}.
Следователно, силовите линии на магнитното поле винаги са непрекъснати.